# Schweizer Parlamentswahlen 1979/Resultate Nationalratswahlen
Die Nationalratswahlen der 42. Legislaturperiode fanden am 21. Oktober 1979 statt. Eine Nachwahl im Kanton Uri fand am 28. September 1980 statt. Auf dieser Seite findet sich eine Übersicht über die Resultate in den Kantonen (Parteien, Stimmen, Wähleranteil, Sitze, Gewählte).